# Koordi
Koordinaten: 58° 58′ N, 25° 44′ O
Koordi (deutsch Kirrisaar oder Gohrenhof) ist der Name eines Dorfs (estnisch küla) in der estnischen Landgemeinde Roosna-Alliku im Kreis Järva.

## Lage und Geschichte
Koordi liegt etwa zwölf Kilometer von der Stadt Paide (Weißenstein) entfernt. Das Dorf hat 20 Einwohner (Stand 31. Dezember 2005). In der Nähe des Dorfes liegt das unter Naturschutz stehende Moor Koordi raba (750 Hektar).

## Gut Koordi
Das Rittergut Koordi wurde erstmals 1485 (oder 1483) urkundlich erwähnt. Es gehörte der Familie Gohr (daher auch der historische deutsche Name Gohrenhof und der estnische Name Koordi), bevor es 1615 in das Eigentum der Familie von Buddenbrock überging. Später stand es nacheinander im Eigentum der adligen deutschbaltischen Familien Rosencrantz, von Rosen und von Brevern. 1902 gelangte der Gutsbesitz in die Hände der Familie von Stackelberg.
Der Gutskomplex erhielt Ende des 18. Jahrhunderts mit dem Bau des eingeschossigen Herrenhauses im Stil des Frühklassizismus sein heutiges Gepräge. Das Herrenhaus wurde im 19. Jahrhundert durch eine geschlossene Holzveranda ergänzt. Erhalten sind auch zahlreiche Nebengebäude des Guts und der 5,7 Hektar große Park mit Teich. Nach der Enteignung im Zuge der estnischen Landreform von 1919 war in dem Herrenhaus ein forstwirtschaftliches Zentrum untergebracht. Nach Wiedererlangung der estnischen Unabhängigkeit ging die Anlage 2004 in Privatbesitz über.
Einen halben Kilometer vom Zentrum des Guts entfernt befindet sich der Familienfriedhof der Gutseigentümer mit einer schlichten Grabkapelle aus Stein.

## Hans Leberecht
Der russisch-estnische Schriftsteller Hans Leberecht (1910–1960) verbrachte bei der Großmutter mütterlicherseits in Koordi die Sommer seiner Kindheit und Jugend. Koordi ist der formale Schauplatz von Leberechts (fiktiver) Erzählung Свет в Коорди („Licht in Koordi“). Sie erschien 1948 und wurde 1949 mit einem estnischen Staatspreis ausgezeichnet. „Licht in Koordi“ beschreibt (fern der Realität) die gelungene Kollektivierung der estnischen Landwirtschaft und den fröhlichen Aufbau der Kolchosen nach der sowjetischen Besetzung Estlands. Anfang der 1950er Jahre erschien die Erzählung auch auf Deutsch. Sie begründete Leberechts Karriere als Schriftsteller des sozialistischen Realismus unter der Protektion Stalins, der sie gelesen hatte.